# سایه نگار

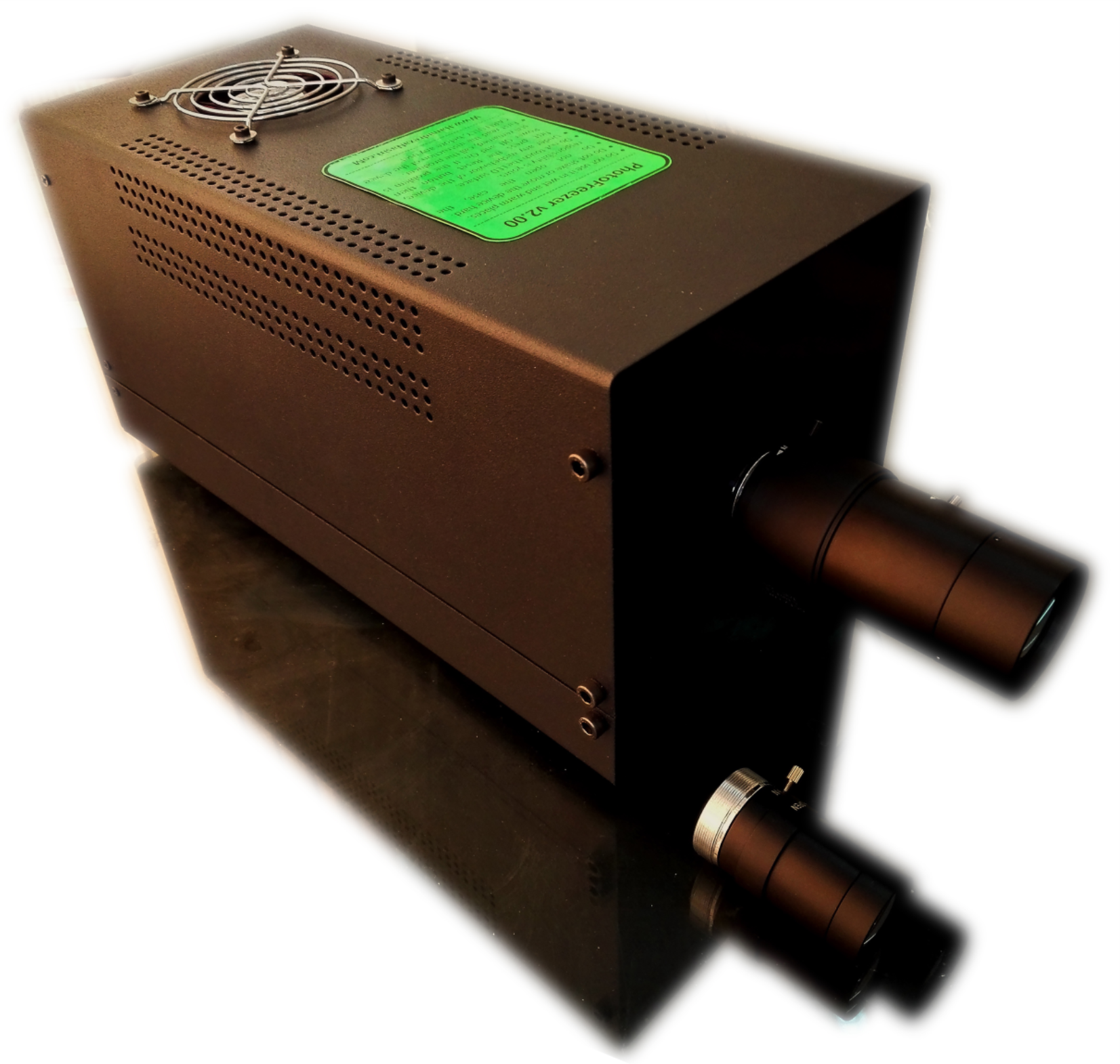
یک نمونه دستگاه سایه نگار پرسرعت (PhotoFreezer) برای تصویربرداری از یک پدیده سرعت بالا

سیستم سایه نگار پرسرعت(شادوگراف)یک منبع نوری پرتوان پالسی جهت استفاده در تصویربر داری از ذرات به کمک روش سایه نگاری است.
اندازه‌گیری قطر و سرعت ذرات در بسیاری صنایع از جمله موتورهای احتراق داخلی، تونل‌های باد، لوله‌های انتقال سوخت و خروجی‌های احتراقی، از اهمیت ویژه‌ای برخوردارند. امروزه قطر و سرعت ذرات از روش‌های مختلف مانند ،PIV(تصویر برداری مستقیم) ،PTV(سرعات سنجی ذرات)و PSV(سایه نگاری) با کمک لیزر و همچنین بر پایه تصویر برداری معمولی به دست می‌آیند. در روش سایه نگاری امکان استفاده از منابع نوری کم قدرت تر مانند لامپ‌های زنون و دیودهای نوری وجود داشته و حتی می‌توان از نورپردازی حجمی که در آن چگالی نورپردازی کمتر از نورپردازی صفحه‌ای (مانند لیزر) است، استفاده کرد.

## روش‌های تصویر برداری ذرات

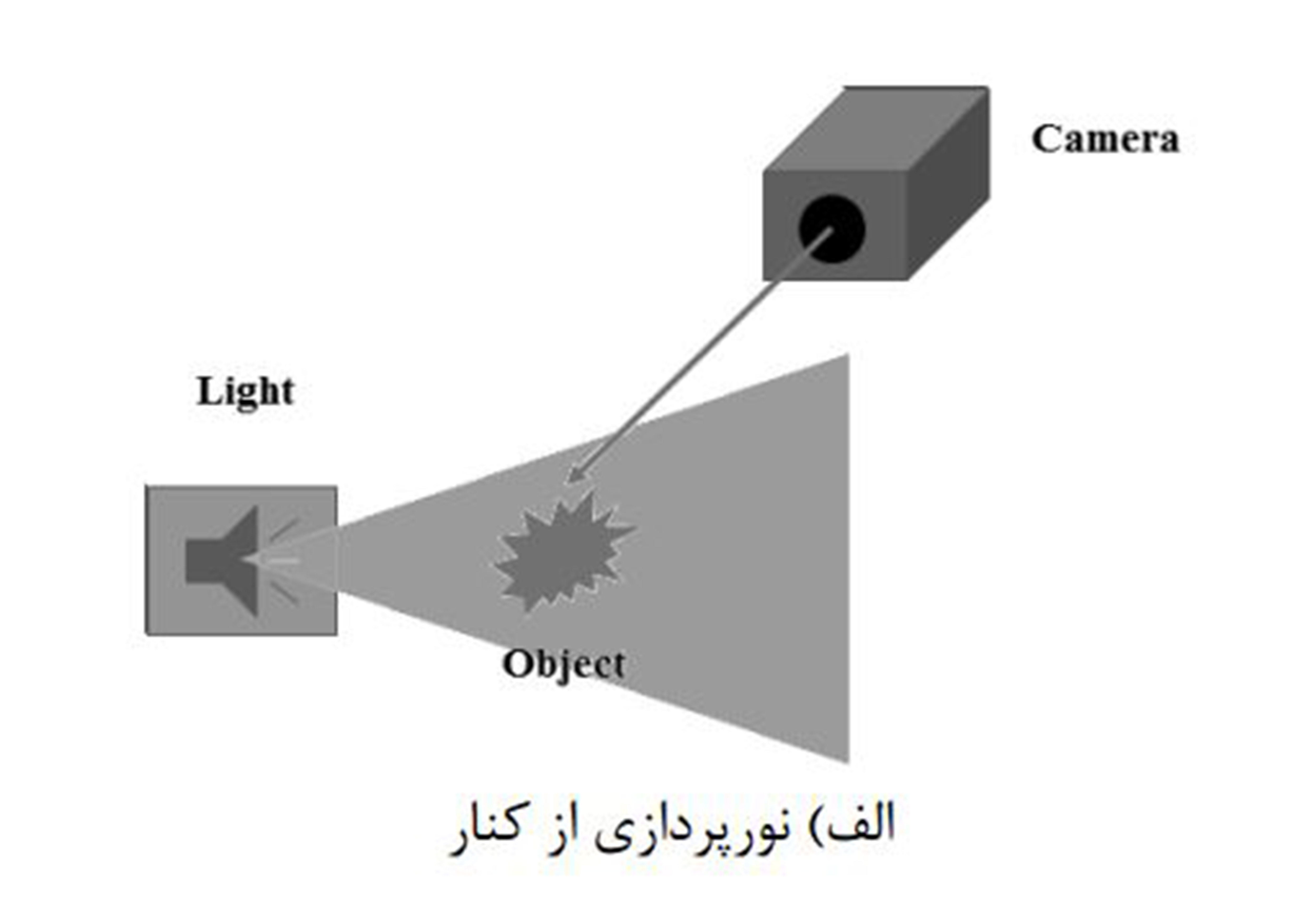
نحوه چيدمان ابزار اپتيكی برای نورپردازی از کنار

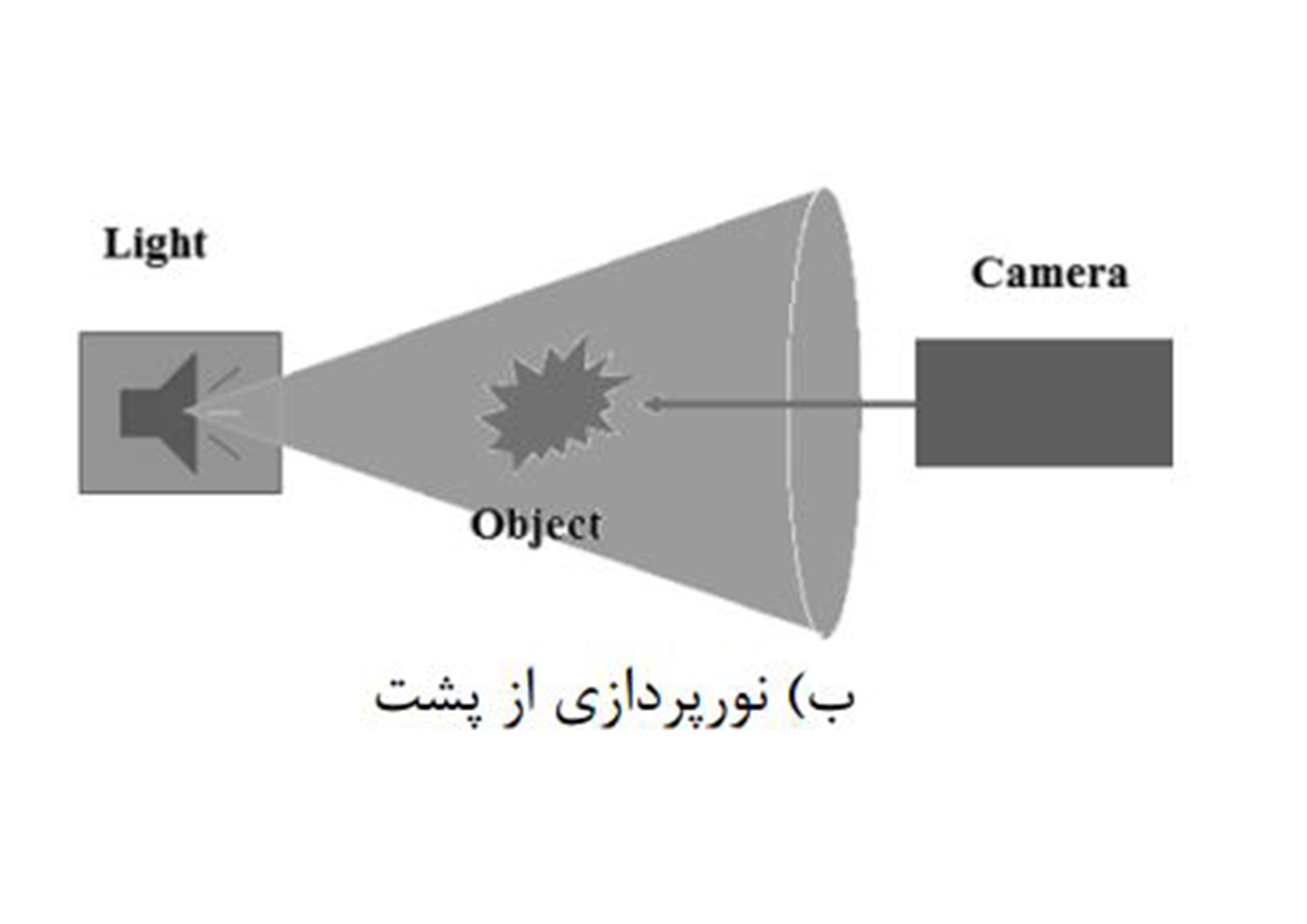
نحوه چيدمان ابزار اپتيكی برای نورپردازی از پشت

### روش Particle Image Velocimetry) PIV)
با استفاده از روش تصویربرداری به کمک دوربین پرسرعت و یک منبع نور لیزر دو پالس، غالباً درآزمایشگاه‌های تحقیقاتی مورد استفاده قرار می‌گیرد. در روش،PIVدامنه مورد نظر به کمک منبع نور پالسی با فرکانس مشخصی نورپردازی می‌شود. سپس با تصویربرداری از ذرات تزریق شده به جریان سیال و پردازش تصویر بر روی عکسهای متوالی، اندازه و سرعت آنها ضمن کالیبراسیون های لازم تعیین می‌گردد(شکل الف).

### روش Particle Tracking Velocimetry) PTV)
اندازه گیری قطرات به روش پردازش تصویر به علت چگالی کمتر آنها در مقایسه با روش ،PIV است.این روش اصطلاحاً تحت عنوان PTV شناخته میشود.نورپردازی در PTV به دو صورت، از کنار و از پشت امکانپذیر است. در نورپردازی از کنار، با ایجاد یک صفحه نور در میدان حرکت ذرات و در نهایت تفرق نور توسط آنها، تصویر ایجاد شده بر روی حسگر دوربین شامل یک پس زمینه سیاه با ذراتی روشن روی آن است. از آنجا که شدت تفرق نور توسط ذرات در این روش کم میباشد، لازم است برای نورپردازی از یک منبع قوی استفاده شود. در مقابل روش نورپردازی از پشت، اثر وجود ذرات در زمینه عکس از طریق سایه ایجاد شده بر روی حسگر دوربین دیده میشود. در این روش ذرات به صورت نقاط تاریکی بر روی یک زمینه روشن مشاهده میشوند.

### روش Particle Shadow Velocimetry) PSV)
در روش سایه نگاری امکان استفاده از منابع نوری کم قدرت تر مانند لامپ های زنون و دیودهای نوری وجود داشته و حتی میتوان از نورپردازی حجمی که در آن چگالی نورپردازی کمتر از نورپردازی صفحه ای است، استفاده کرد.این روش برای تعیین سرعت قطرات اسپری برای اولین بار توسط استاودوردال و گراس تحت عنوان PSV نامگذاری گردید(شکل ب).

## اجزای سیستم سایه نگاری

### دوربین
در تعیین سرعت ذرات به روش تصویربرداری، با گرفتن دو تصویر متوالی از حرکت ذرات و تعیین محل آنها در تصویر و محاسبه مقدار جابه جایی آنها پس از کالیبراسیون های لازم، در صورت مشخص بودن فاصله زمانی بین دو تصویر گرفته شده مقدار سرعت قابل محاسبه است. به طور کلی گرفتن دو تصویر
متوالی از حرکت ذرات به دو روش تکفریم- چند نور و چند فریم- تک نور امکانپذیر است.

### منبع نوری
در این سامانه تصویربرداری از LED به عنوان منبع نور پالسی استفاده میشود. LEDها به عنوان منابع نوری پیوسته و یا پالسی قابل استفاده هستند.

### سامانه همزمان ساز
لازم است زمان پالس تصویربرداری و نوردهی کنترل گردد. همانطور که در شکل ملاحظه میگردد به کمک یک سامانه همزمان کننده، با یک تاخیر مشخص که از ذات سامانه کنترلی و دوربین نشأت میگیرد، شاتر دوربین باز میگردد، یک پالس نوری کوتاه به وسیله منبع نور LED در زمان بازبودن شاتر دوربین داده شده و تصویر جسم گرفته میشود.

## فناوری
در روش سایه نگاری بر خلاف روش ،PIV نوردهی از پشت جسم صورت گرفته و بنابراین، میتوان از LED های پرتوان به جای لیزر استفاده نمود. همچنین، با استفاده از یک منبع نور پالسی، دوربین تجاری DSLR و همزمان سازی این دو از طریق روش تکفریم- چند نور، لزوم استفاده از دوربین های پرسرعت را ملغی نمود. بنابراین، قیمت تمام شده با حذف دوربین پرسرعت و لیزر به شدت یافت. شرکت dantech (بزرگترین شرکت در زمینه علوم اندازه گیری) تولید کننده ی اصلی سیستم های سایه نگار پرسرعت محسوب می شود.

## آخرین دستاوردها
در تابستان 1395 یک تیم تحقیقاتی در دانشگاه صنعتی شریف نمونه ای از سیستم سایه نگار پرسرعت را طراحی نمود که تصاویر حاصل از آن کیفیتی به مراتب بهتراز تصاویری که تا کنون از این نوع ثبت شده، داشت.

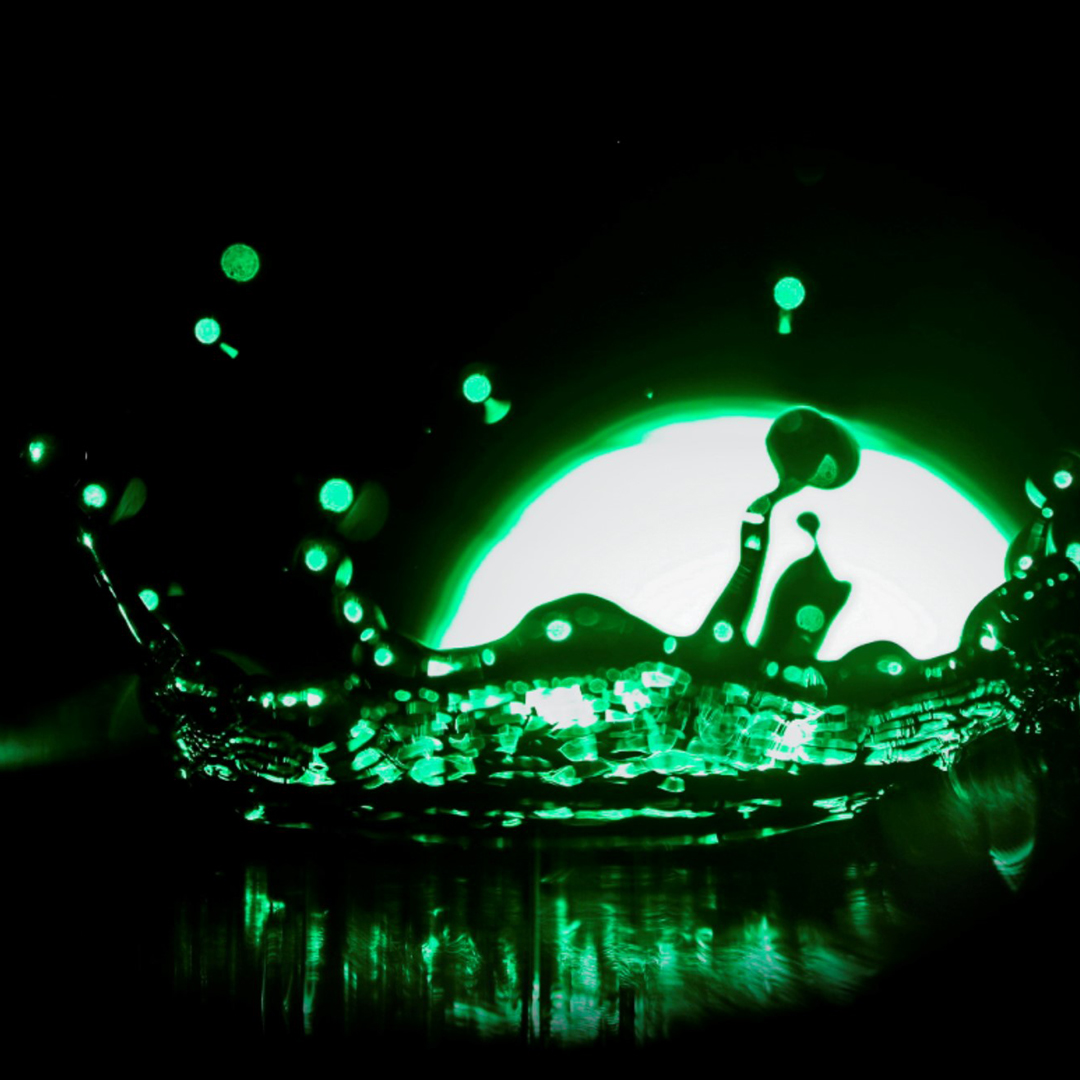
استفاده از روش سایه نگاری جهت مطالعه برخورد قطره به دیوار 1
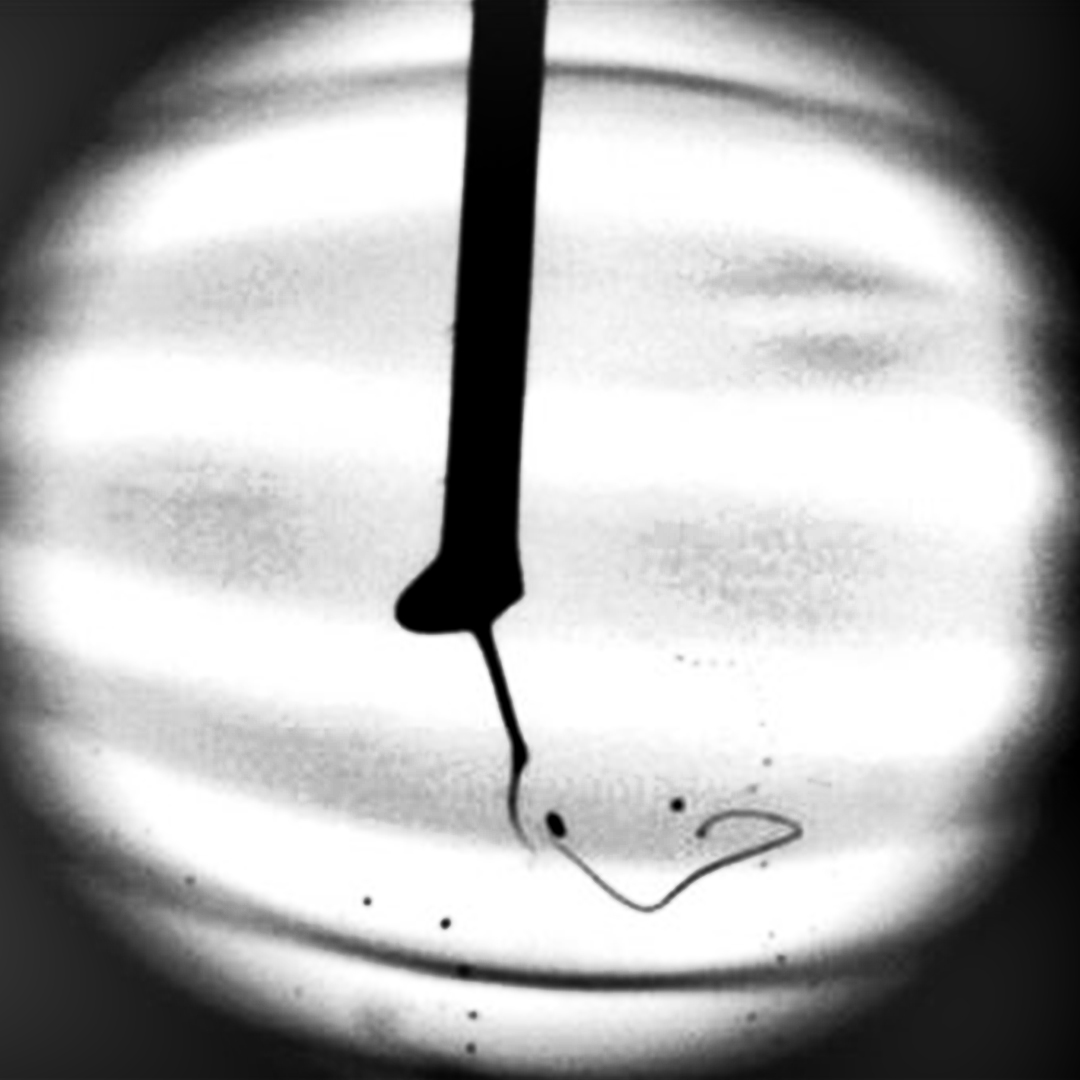
استفاده از روش سایه نگاری جهت بررسی شكست جت و تشكيل ليگامنت ها
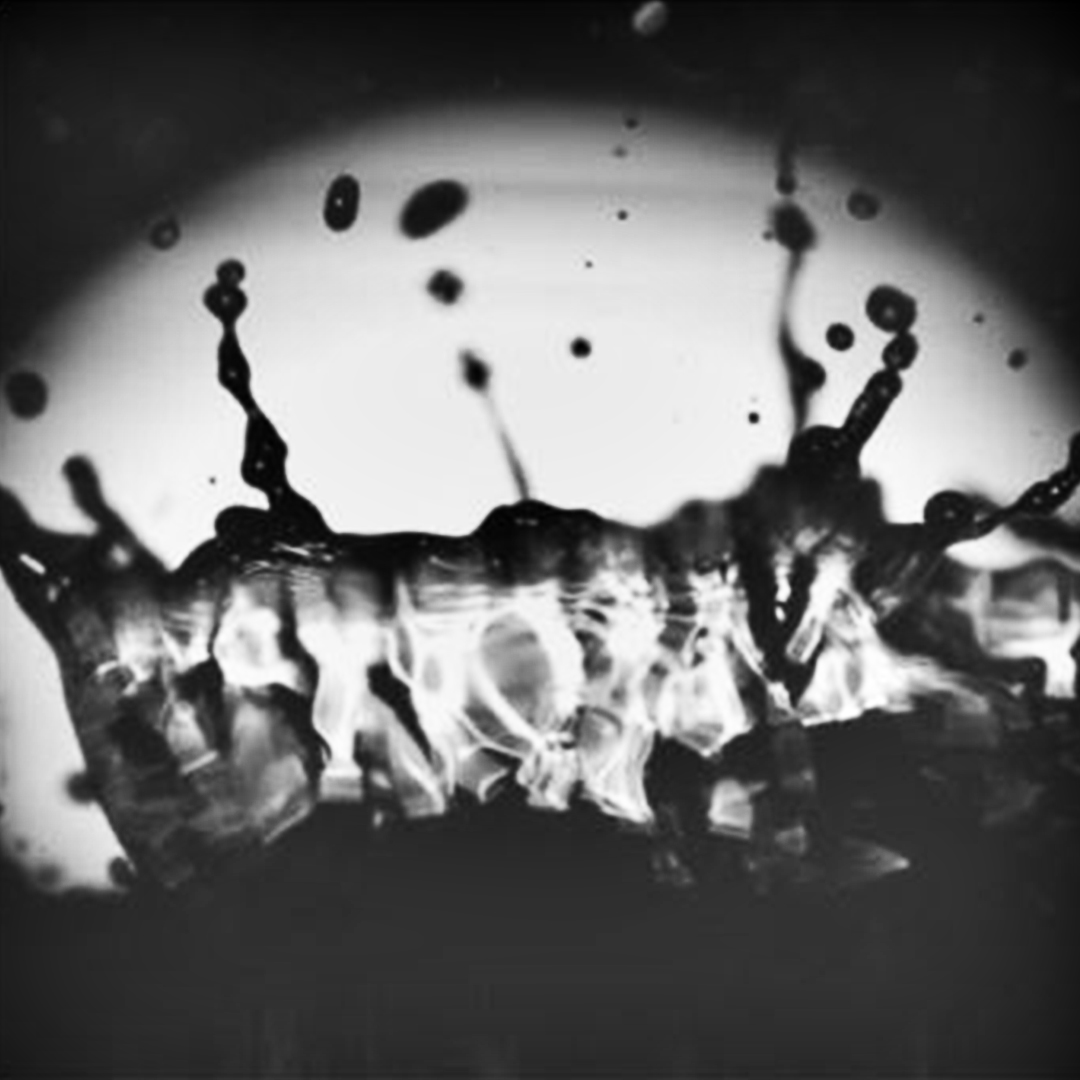
استفاده از روش سایه نگاری جهت مطالعه برخورد قطره به دیوار 2
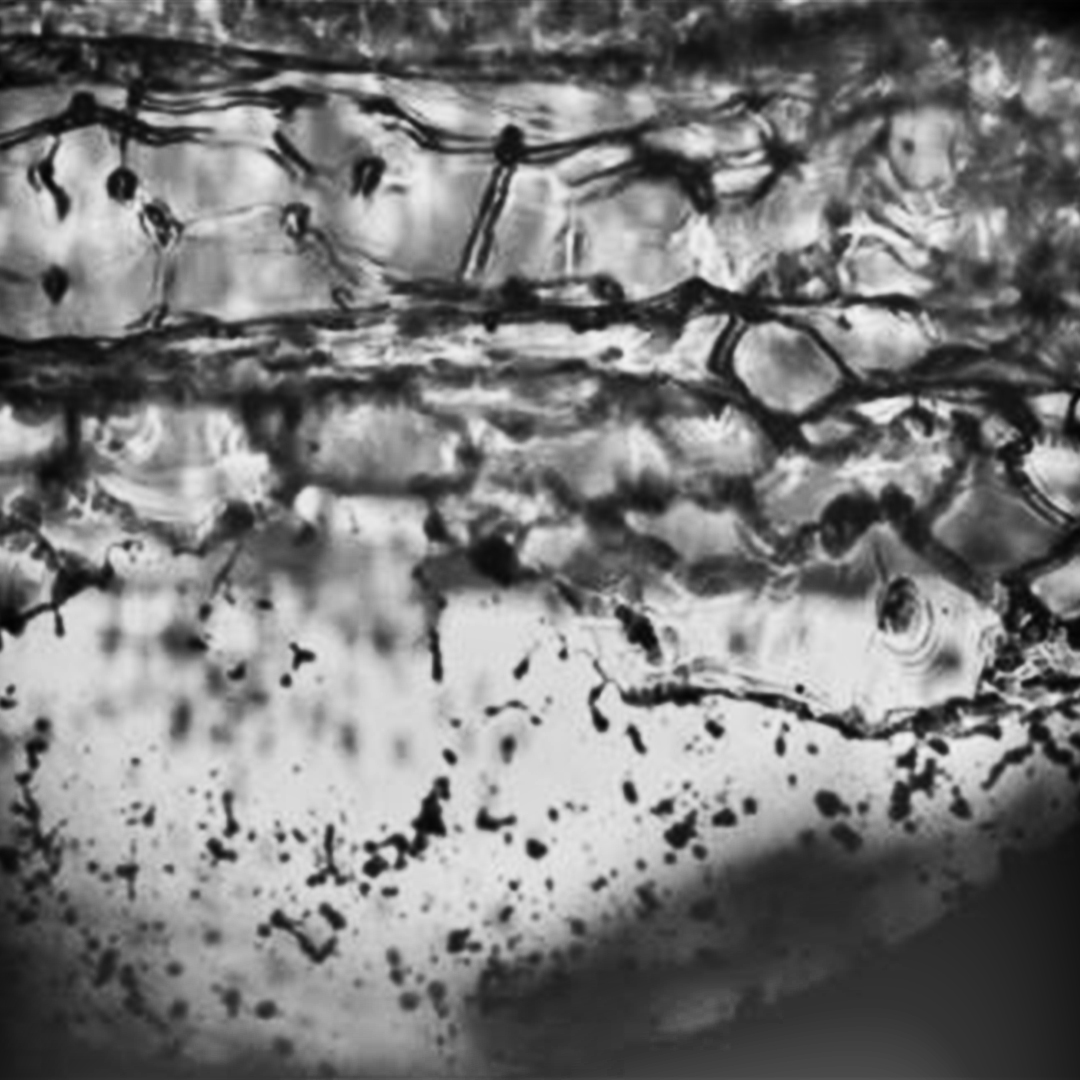
شكست فيلم مایع خارج شده از انژکتور فشاری- چرخشی
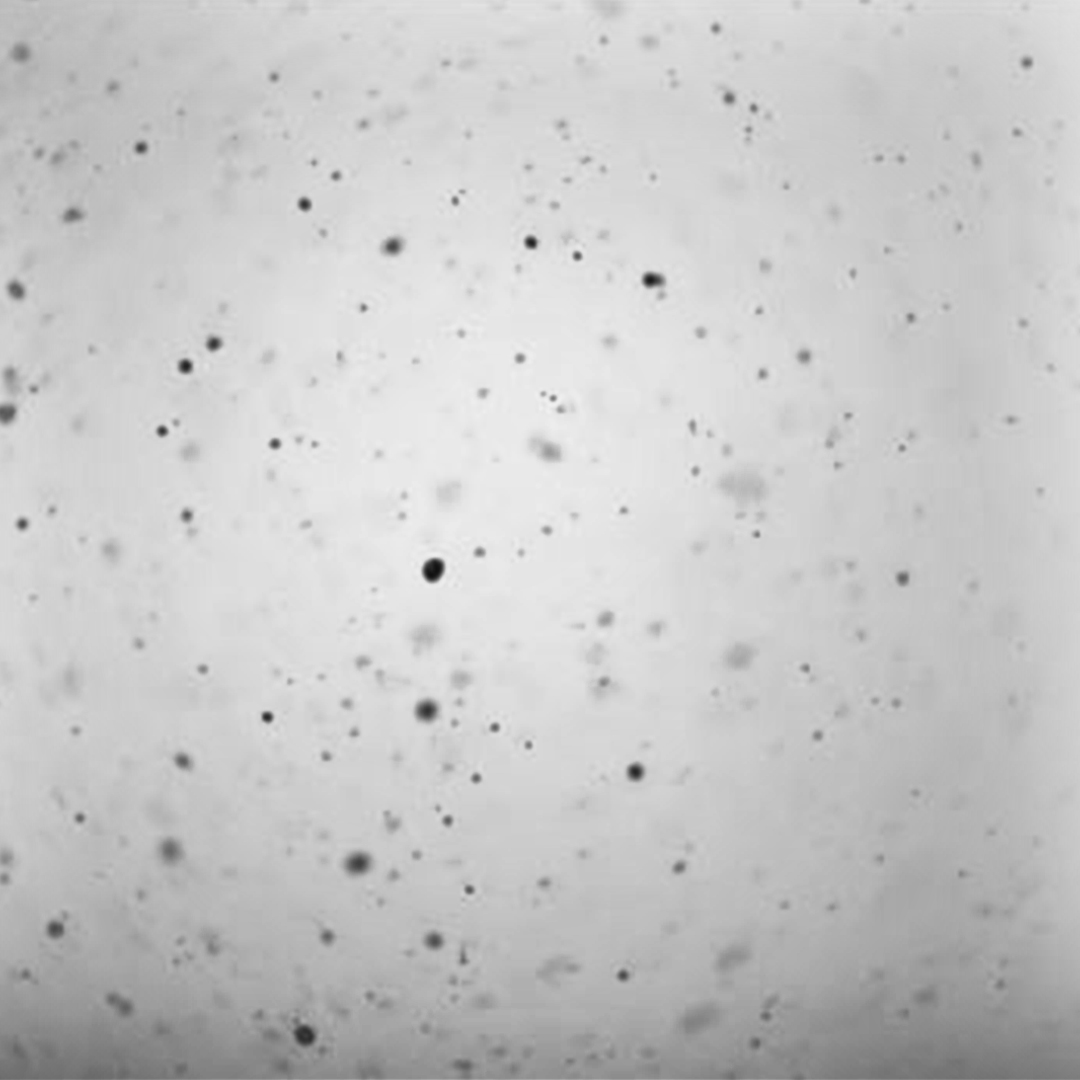
تكفریم- تكنور برای اندازهگيری ابعاد
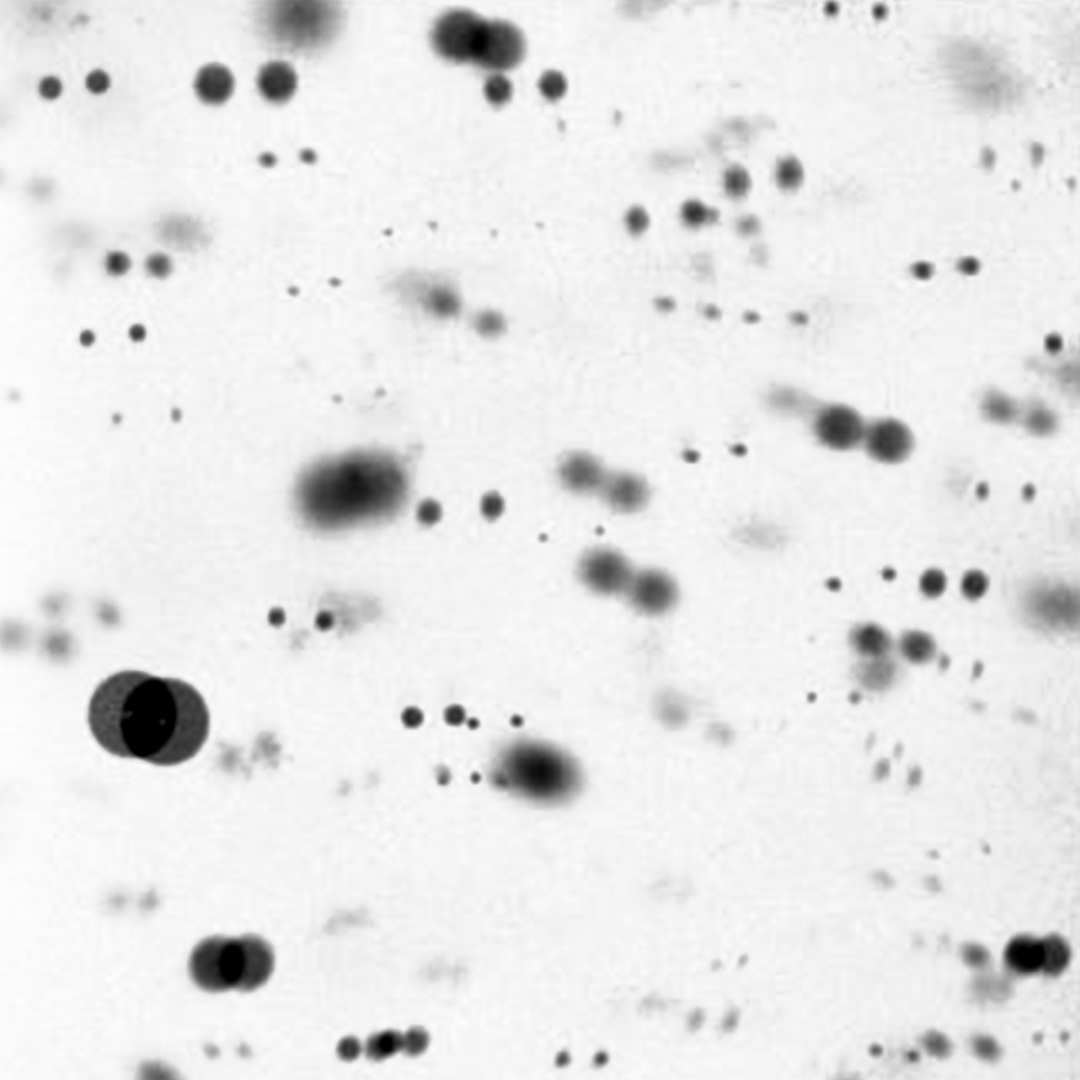
تكفریم- دونور
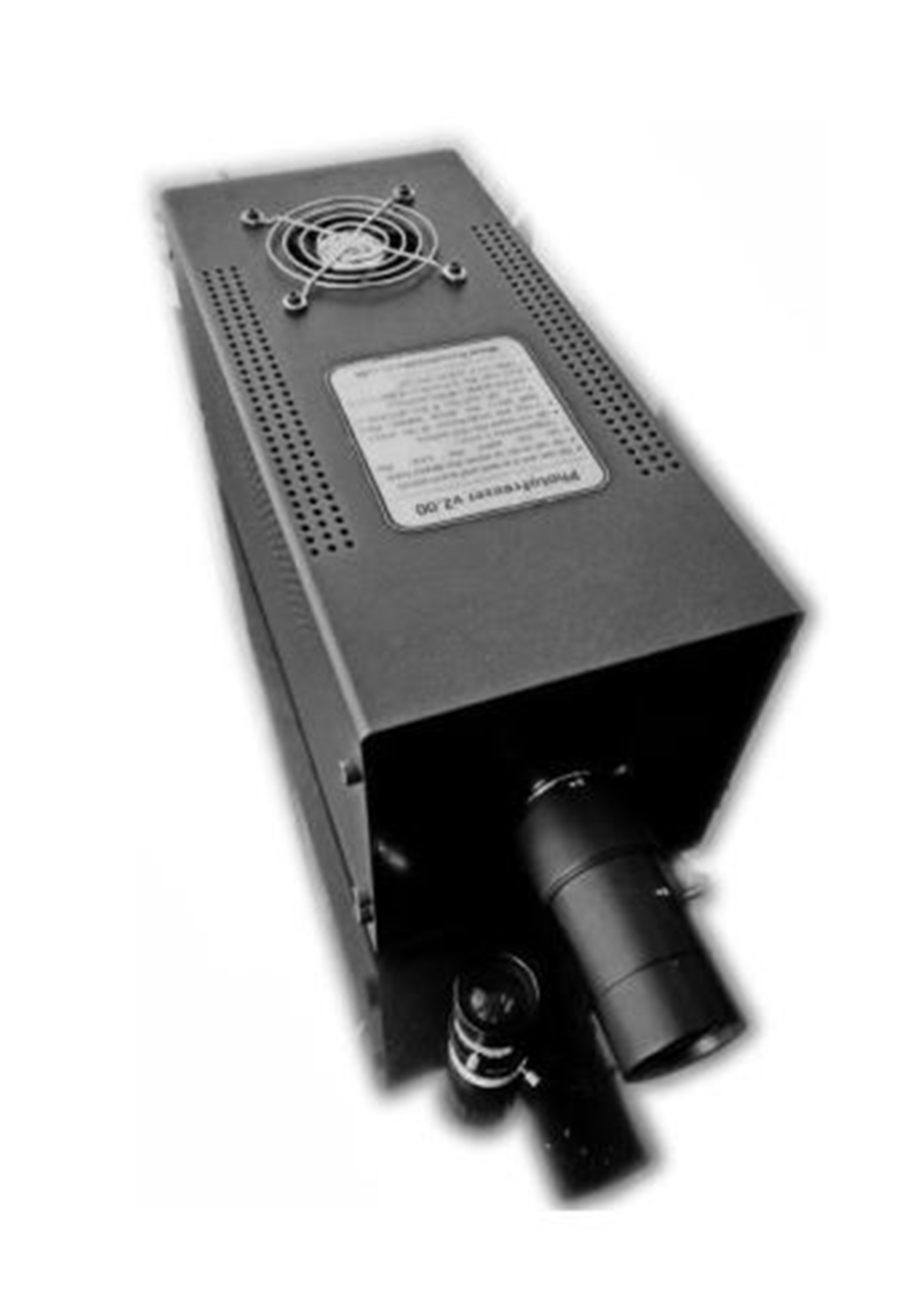
سایه نگار پرسرعت(PhotoFreezer)